# Amyna magnifoveata
Amyna magnifoveata là một loài bướm đêm trong họ Noctuidae.